# Flughafen Bissau

i7
i11
i13
Der Flughafen Bissau – Osvaldo Vieira International (portugiesisch Aeroporto Internacional Osvaldo Vieira de Bissau, IATA-Code: OXB, ICAO-Code: GGOV) ist ein Verkehrsflughafen in Bissau, der Hauptstadt Guinea-Bissaus. Er ist der einzige internationale Flughafen im Land, der von Linienflügen bedient wird, und liegt etwa neun Kilometer nordwestlich des Stadtzentrums der Hauptstadt Bissau. Der Flughafen wurde nach dem guinea-bissauischen Unabhängigkeitskämpfer Osvaldo Vieira benannt.

## Geschichte

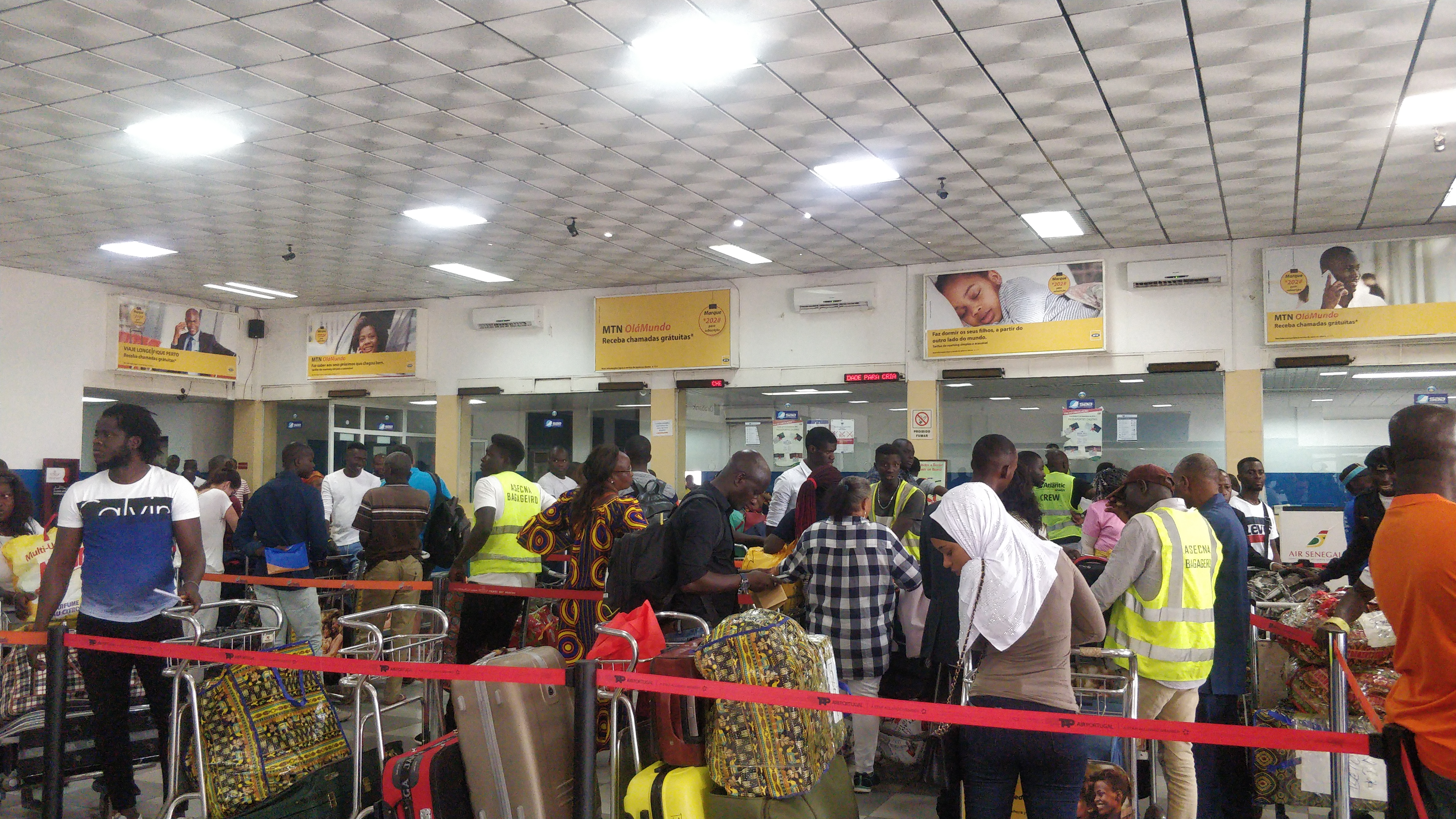
Check-In-Bereich des Flughafens Bissau

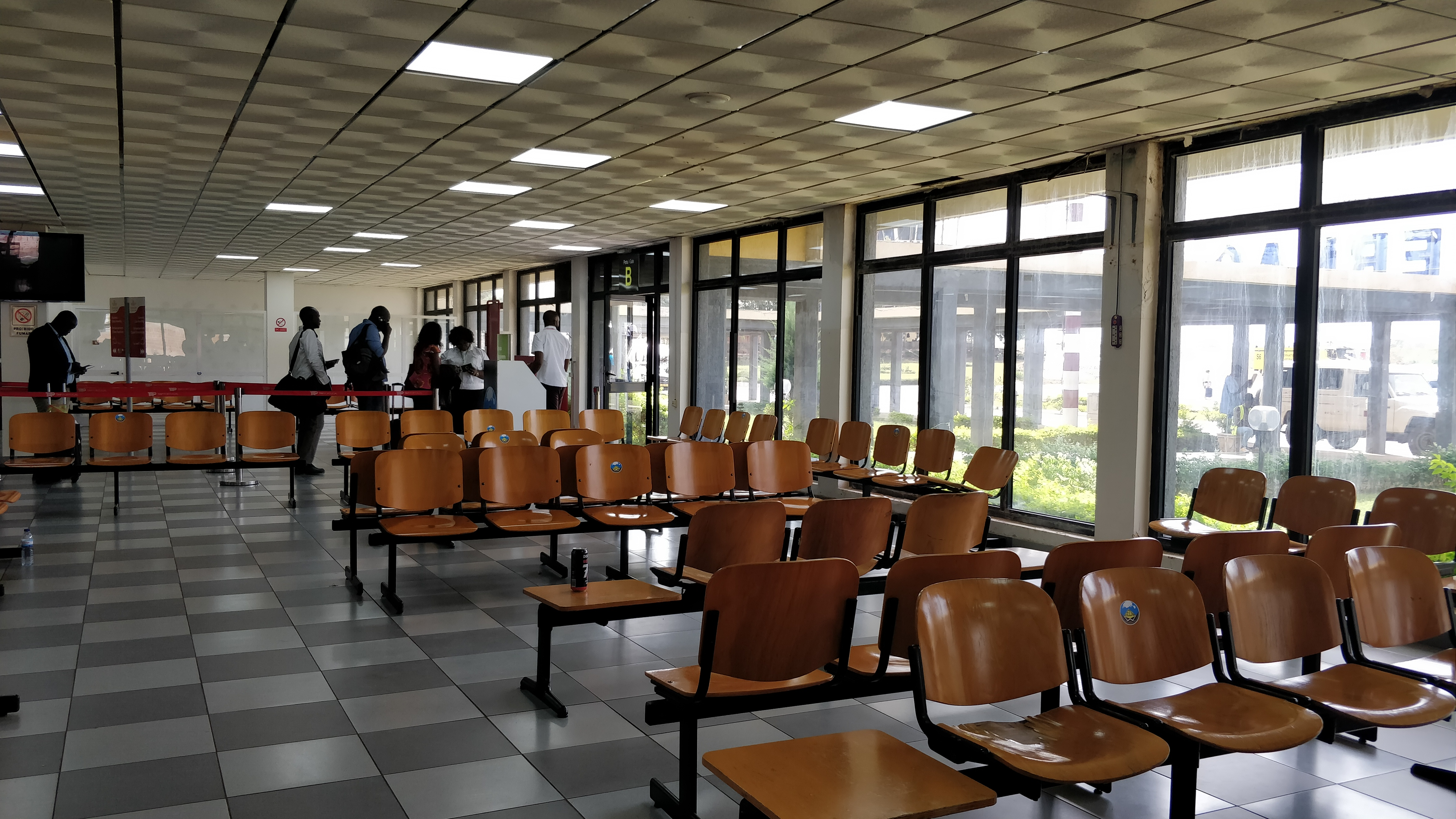
Flugsteigbereich

Der Flughafen wurde in den 1950er-Jahren während der portugiesischen Kolonialzeit erbaut. Zur portugiesischen Kolonialzeit trug der Flughafen den Namen des portugiesischen Staatspräsidenten und Generals Francisco Craveiro Lopes.
Der Flughafen war im Zuge des Bürgerkriegs 1998/1999 für einige Zeit gesperrt – er wurde im Juli 1999 nach dessen Beendigung für den Passagierverkehr wiedereröffnet.

## Ausstattung
Der Flughafen ist größtenteils in der Kolonialzeit erstanden, nur wenige Ergänzungen sind seitdem vorgenommen worden. Das Terminal umfasst einen Check-In-Bereich, dem direkt der Flugsteigbereich angeschlossen ist, sowie einen Ankunftsbereich mit einem Gepäckband. Im ersten Stock des Flughafens befindet sich neben einer Aussichtsterrasse, einem Restaurant auch die guinea-bissauische Delegation der pan-afrikanischen Flugaufsichtsagentur ASECA.
Vor dem Flughafen befindet sich ein größerer Parkplatz. Der Flughafen befindet sich praktisch direkt an der Ausfallstraße Avenida dos Combatentes da Liberdade da Pátria, über die sowohl das Stadtzentrum Bissaus wie der Rest des Landes zu erreichen ist.

## Fluggesellschaften und -ziele
Insgesamt gibt seit der Auflösung der landeseigenen Fluggesellschaft Air Bissau im Jahr 1998 nur relativ wenige Fluggesellschaften, die Bissau anfliegen bzw. von dort fliegen. Üblicherweise gibt es nur ein bis zwei Flüge pro Tag von und nach Bissau, davon nur wenige Auslandsflüge.
Daneben werden Privatflüge per Kleinflugzeug oder Helikopter auf die Inseln des Bissagos-Archipels und ins Hinterland von Guinea-Bissau angeboten.

## Zwischenfälle
- Am 3. Juni 1968 wurde eine Lockheed L-1049H Super Constellation der US-amerikanischen North American Aircraft Trading (Luftfahrzeugkennzeichen 5T-TAC) auf dem Flughafen Bissau durch Sabotage zerstört und brannte aus. Die Maschine war auf dem Weg nach Biafra. Personen kamen nicht zu Schaden.[1]